# Salzburger Aluminium
Die Salzburger Aluminium AG ist ein internationaler Zulieferer von Aluminium-Komponenten und -Systemen für die Automobil-, Nutzfahrzeug-, Luftfahrt-, Motorrad- und Schienenfahrzeugindustrie sowie von Werkstoffen für die verarbeitende Industrie.
Das Unternehmen agiert weltweit, die Exportquote liegt bei rund 90 %. Der Sitz und alle wesentlichen Unternehmensfunktionen wie Produktion, Forschung und Entwicklung und Vertrieb befinden sich in Lend (Salzburg) und in Österreich. Zugleich verfügt das Unternehmen über Standorte in den Ländern wie Niederlande, Schweden, Frankreich, Slowakei und Mexiko sowie über ein globales Netz an Vertriebspartnern.

## Geschichte
Die SAG wurde 1898 als dritte europäische Aluminiumhütte und als Tochterunternehmen der Schweizerischen Aluminium AG (Alusuisse) unter dem Namen AIAG Aluminium-Industrie-AG Filiale Lend gegründet. 1938 erfolgte die Umwandlung in die Salzburger Aluminiumgesellschaft mbH (SAG). Im Jahr 1938 erfolgte die Umwandlung der „AIAG (Aluminium-Industrie-AG) Filiale Lend“ in die Salzburger Aluminiumgesellschaft mbH (kurz SAG).
1992 fand ein Management buy-out statt und die Salzburger Aluminium AG wurde gegründet. 1993 wurden die Tochtergesellschaften Alutech GmbH und SAG Alu-Recycling GmbH und 1994 die „Aluminium Lend GmbH & KG“ gegründet. Ebenfalls 1994 erfolgte die Gründung des Profitcenters „Thixalloy Development“ und die Errichtung einer Pilot-Produktionsanlage. 1995 wurde die „Euromotive GmbH & Co KG“ übernommen. Im Jahr 1999 wurde die „Thixalloy Development“ zur Thixalloy Components GmbH & Co KG umfirmiert. 2001 wurde die Alutech Nederland B.V. und die Fueltech Sweden AB durch die Alutech GmbH übernommen. Im darauffolgenden Jahr übernahm die Alutech zudem die SAG FRANCE S.A.S. Die Gründung der Alutech Slowakei s.r.o. und der SAG Deutschland GmbH erfolgten ebenfalls 2002. Im Jahr 2003 erwirbt SAG einen Anteil von 26 % an der HPI GmbH, Ranshofen (High Performance Industrietechnik) und erhöhte den Anteil bis 2006 auf 51 %.
2006 wurde eine neue Unternehmensstruktur geschaffen durch die Divisionen SAG Materials, SAG Motion und SAG Tech. Im Jahr 2007 erfolgte die Gründung der Salzburger Aluminium Sohar L.L.C., Sohar Oman. 2008 wurden die Euromotive und Thixalloy in die Alutech GmbH eingegliedert und die SAG-MECASA in Mexico gegründet.
2014 veräußerte SAG die Euromotive als Teil der Alutech Gesellschaft (Standort: Ranshofen) an den Schweizer Aluminium-Konzern Alu Menziken. 2016 wurde ein neues Werk in Spanien gegründet und die Aluminium Lend GmbH, Salzburg geschlossen. 2017 übernahm der ehemalige Zulieferer MTX ein tschechisches Werk und betrieb es zunächst mit 50 von ehemals 83 Mitarbeitern weiter. Im Oktober 2018 kündigte MTX an, das Unternehmen Ende des Jahres schließen zu wollen.

## Geschäftsentwicklung
Der Umsatz entwickelte sich nach dem Management buy-out wie folgt:
| Jahr | Umsatz        | CAGR  |
| ---- | ------------- | ----- |
| 1992 | 59 Mio. Euro  |       |
| 1997 | 95 Mio. Euro  | 9,9 % |
| 2002 | 207 Mio. Euro | 16,9  |

In 2010 erfolgte die Markteinführung von ECOScience (Einzelhaus-Wärmeenergiespeicher) in Schweden.